# Heinrich Windelen
Heinrich Windelen, né le 25 juin 1921 à Bolkenhain et mort le 16 février 2015 à Warendorf, est un homme politique allemand membre de l'Union chrétienne-démocrate d'Allemagne (CDU).
Après une jeunesse marquée par son enrôlement dans la Wehrmacht, il est expulsé des territoires allemands devenus polonais et s'installe en Westphalie. En 1946, il adhère à la CDU et devient commerçant trois ans plus tard. Il entre au Bundestag en 1957, à l'âge de 36 ans. Douze ans plus tard, alors que le cabinet Kiesinger termine son mandat, il est nommé ministre fédéral des Expulsés. 
Renvoyé dans l'opposition dès octobre 1969, il préside la CDU de Westphalie-Lippe entre 1970 et 1977, et occupe un poste de vice-président du Bundestag à compter de 1981. Après les élections fédérales de 1983, il revient au gouvernement comme ministre fédéral des Relations intra-allemandes. Il quitte cependant l'exécutif à l'expiration de son mandat de quatre ans.
En 1990, il s'oppose à la reconnaissance de la ligne Oder-Neisse puis à la ratification du traité de la réunification allemande. Les élections qui se tiennent à la fin de l'année marquent son retrait de la vie politique.

## Biographie

### Une jeunesse marquée par la guerre
Ayant passé son Abitur en 1939, il effectue pendant l'année qui suit son service du travail. Il s'inscrit ensuite à l'université de Breslau afin d'y étudier la chimie et les sciences physiques.
En 1941, à 20 ans, il est cependant enrôlé dans la Wehrmacht. Il prend ainsi part à la Seconde Guerre mondiale et atteint à la fin du conflit le grade de sergent.

### Un expulsé engagé en politique
Arrêté en 1945, il est relâché, puis expulsé de sa ville natale, rebaptisée Wrocław et désormais partie intégrante de la Pologne. Il s'installe alors à Warendorf, en zone britannique d'occupation.
Il s'engage en politique en 1946, lorsqu'il adhère à l'Union chrétienne-démocrate d'Allemagne. Parallèlement, il entreprend un apprentissage de commerçant. Il siège à l'assemblée de l'arrondissement de Warendorf entre 1947 et 1948, puis entre au conseil municipal de Warendorf.
Il termine sa formation avec succès en 1949 et ouvre alors un commerce dans la ville.

### Une ascension jusqu'au gouvernement fédéral
Il se présente aux élections fédérales du 15 septembre 1957, dans la 96e circonscription fédérale. Sa candidature recueille un score sans appel de 66,5 % des suffrages exprimés, ce qui assure son élection au Bundestag, à 36 ans. Il conserve son mandat sans difficulté lors du scrutin de 1961 avec 63 % des voix.
Les élections locales de 1964 lui permettent de retrouver l'assemblée de l'arrondissement de Warendorf, quittant alors le conseil municipal. Il est réélu député fédéral aux élections fédérales du 3 octobre 1965 avec un score stable de 63,3 % et devient vice-président de la commission parlementaire du Budget. Dès 1966, il renonce à son mandat local.
Lorsque Kai-Uwe von Hassel est élu président du Bundestag le 5 février 1969, le chancelier fédéral Kurt Georg Kiesinger décide d'appeler Heinrich Windelen, 47 ans, au sein de son gouvernement de grande coalition en tant que ministre fédéral des Expulsés, des Réfugiés et des Blessés de guerre.

### Une personnalité du Bundestag

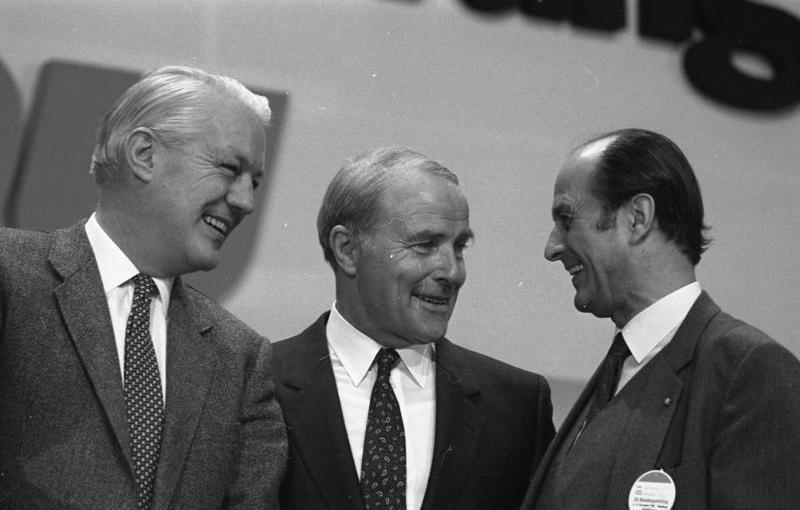
Heinrich Windelen (d.) avec Gerhard Stoltenberg (g.) et Alfred Dregger en 1981 à Hambourg, lors du 30e congrès de la CDU.

Les élections du 28 septembre 1969 lui donnent un quatrième mandat avec un score en baisse, à 60,5 % des voix, mais le renvoient dans l'opposition. Le président du groupe CDU/CSU au Bundestag, Rainer Barzel, le choisit alors comme l'un de ses vice-présidents.
En 1970, il est désigné président de la CDU de Westphalie-Lippe, l'une des deux fédérations du parti dans le Land de Rhénanie-du-Nord-Westphalie. Il quitte cette fonction en 1977, au profit de Kurt Biedenkopf, et prend ensuite la présidence de la commission du Budget du Bundestag. Il abandonne en 1980 son poste de vice-président du groupe parlementaire.
Il est choisi, le 2 avril 1981, comme nouveau vice-président de l'assemblée parlementaire, en remplacement du nouveau bourgmestre-gouverneur de Berlin-Ouest Richard von Weizsäcker.

### Du second mandat ministériel au retrait de la politique
À la suite des élections fédérales anticipées du 6 mars 1983, il revient au gouvernement le 30 mars sous l'autorité du chancelier Helmut Kohl, qui lui confie le poste de ministre fédéral des Relations intra-allemandes. Avec Gerhard Stoltenberg et Werner Dollinger, il fait partie des ministres ayant également servi sous Kiesinger.
En 1986, il est nommé président d'honneur de la nouvelle fédération de la CDU de Rhénanie-du-Nord-Westphalie.
Il n'est pas reconduit à la formation du cabinet Kohl III, le 12 mars 1987. Son dernier mandat parlementaire est marqué par son opposition à la « politique allemande » du chancelier. Ainsi, le 21 juin 1990 vote-t-il contre la résolution du Bundestag reconnaissant la « ligne Oder-Neisse » comme frontière de jure entre le territoire allemand et la Pologne, au nom du droit à l'autodétermination du peuple allemand. De même, trois mois plus tard, le 20 septembre, il s'oppose à la ratification du traité de réunification, considérant que les droits des expulsés n'ont pas été défendus et que leur sort n'a pas été réglé.
Pour les élections fédérales du 2 décembre 1990, il ne sollicite pas le renouvellement de son mandat, après trente-trois ans de présence au Bundestag, puis il se retire de la vie politique.

### Vie privée
Veuf et père de quatre enfants, il meurt le 16 février 2015, âgé de 93 ans, à Warendorf.